# ニェンチェンタンラ山脈

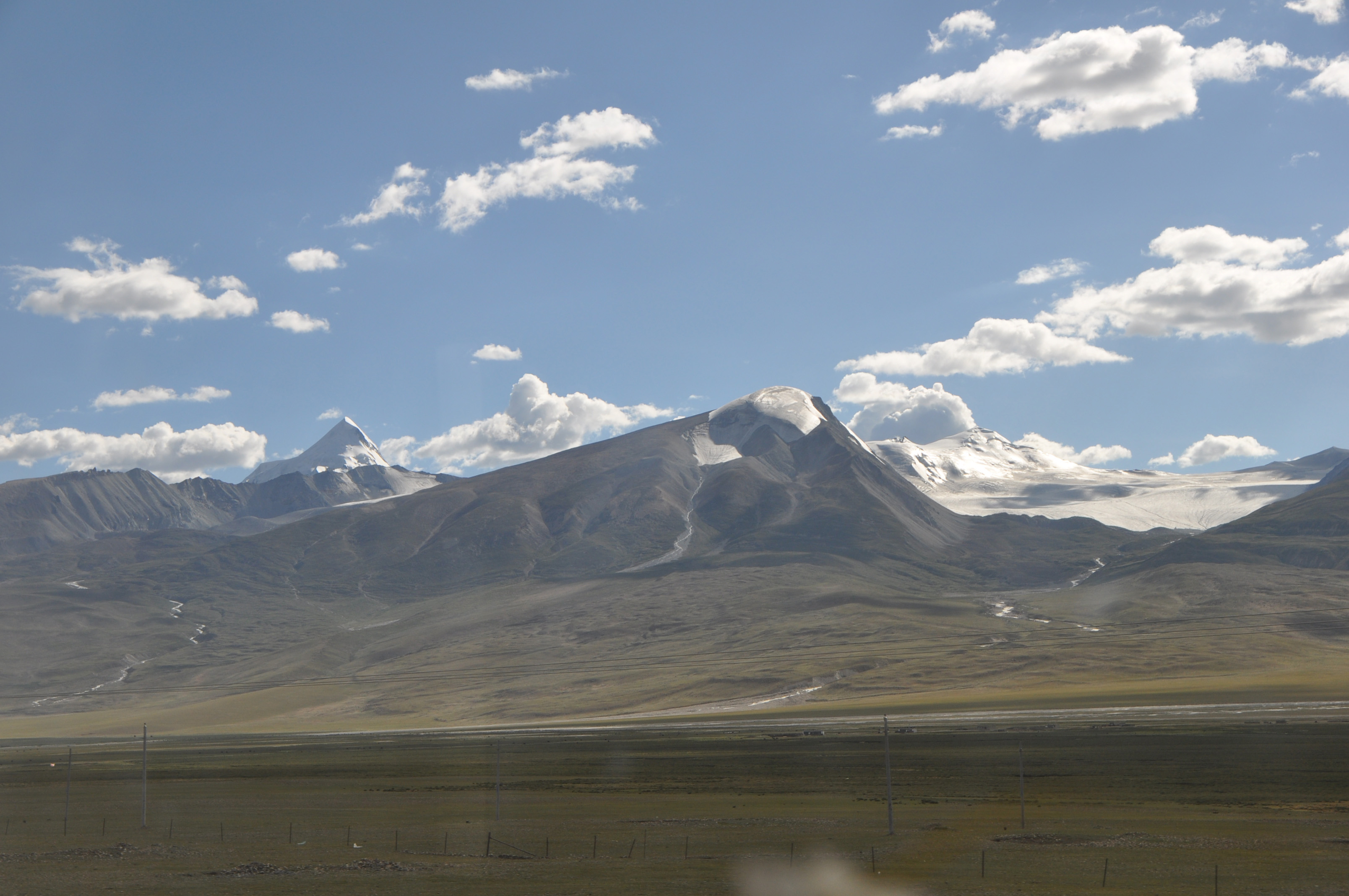
青蔵鉄道から見たニェンチェンタンラ山脈。左奥の頂上が尖った雪山はサムディン・カンサン峰（桑頂抗沙峰、6590m）。

ニェンチェンタンラ山脈（ニェンチェンタンラさんみゃく）はチベット自治区中東部をほぼ東西に走る山脈。西側はカンティセ山脈、東側は横断山脈。全長1400km、平均幅80km、平均海抜5000~6000m。

## 名称
ニェンチェンタンラとは「タンラ山脈に次ぐ」という意味で、山脈の規模がタンラ山脈に次ぐ大きさであることに由来する。

## 地理
ヤルンツァンポ川（ブラマプトラ川上流部）と怒江（サルウィン川上流部）の分水嶺にして、高原の寒冷な気候帯と温暖な気候帯との境界線でもある。主峰のニェンチェンタンラ山の標高は7162m。

## 地質
燕山運動末期に山脈が形成され、東への褶曲によりつくられた褶曲山脈である。山脈の南側は大きな断層が通過する。

## 氷河
ニェンチェンタンラ山脈は氷河で主に覆われており、面積7536km2の青蔵高原南東部最大の氷河地帯である。そのうち27の氷河が全長10kmを超える。如易貢八玉溝の卡欽冰川（氷河）は33kmに達し、末端の海抜はわずか2530m、チベット最大の氷河にして中国最大の海洋性氷河である。

## 気候
山脈の東側はインド洋の西南モンスーンの影響を受けて降水が多い。西側は半乾燥気候で降水が少ない。

## 観光
2009年にナムツォと共に中華人民共和国国家級風景名勝区に認定された。